# Consell dels Cinc Regents
El consell dels cinc regents, o consell dels cinc grans ancians  (五大老, go-tairō), fou un consell format per Toyotomi Hideyoshi per a governar Japó en comptes del seu fill, Hideyori, fins que aquest complira la majoria d'edat. Hideyoshi va triar per a aquesta tasca a les seues cinc daimyō més poderosos: Ukita Hideie, Maeda Toshiie, Uesugi Kagekatsu, Mori Terumoto i Tokugawa Ieyasu.
Amb la creació del consell format per cinc persones, Hideyoshi esperava que els diferents components del mateix s'equilibraren, impedint que cap d'ells aconseguira el poder. No obstant això, de forma pràcticament immediata a la mort d'Hideyoshi en 1598, els regents es van dividir en dos grups: Tokugawa d'una banda, i els altres quatre per un altre. La guerra, no obstant això, no va començar fins a mitjans de 1600, finalitzant el mateix any en la batalla de Sekigahara, on es va pactar una difícil pau que va deixar a Hideyori viu i amb el control del Castell d'Osaka.